# Sky de Chicago
Maillots
Actualités
Le Sky de Chicago (en anglais Chicago Sky, « le Ciel de Chicago ») est une franchise féminine de basket-ball de la ville de Chicago, membre de la Women's National Basketball Association (WNBA) à l'université de l'Illinois à Chicago. L'équipe joue ses matchs à domicile à la Wintrust Arena. L'équipe appartient à Michael J. Alter (propriétaire principal) et Nadia Rawlinson (copropriétaire et présidente). Contrairement à de nombreuses autres équipes de la WNBA, elle n'est affiliée à aucune équipe de la NBA, bien que les Bulls de Chicago évoluent sur le même marché.
La franchise a été fondée avant la saison 2006. Les Sky ont connu une période de succès de 2013 à 2016, participant à quatre séries éliminatoires et participant à la finale WNBA de 2014. Elles ont ensuite connu un second succès de 2019 à 2022 et ont remporté leur premier titre lors de la finale WNBA de 2021.

## Historique de la franchise

### Origine de la franchise (2005-2006)
Le commissaire de la NBA, David Stern, a annoncé en février 2005 l'attribution à Chicago d'une nouvelle franchise WNBA, temporairement baptisée WNBA Chicago. Le 27 mai 2005, l'ancien joueur et entraîneur NBA, Dave Cowens, a été nommé premier entraîneur-chef et directeur général de l'équipe. Le domicile de l'équipe serait le UIC Pavilion. Le 20 septembre 2005, le nom et le logo de l'équipe ont été officiellement dévoilés lors d'une cérémonie d'inauguration organisée au Adler Planetarium. La présidente-directrice générale de l'équipe, Margaret Stender, a expliqué que les couleurs jaune et bleu de l'équipe représentaient « une belle journée à Chicago, entre le ciel bleu et la lumière du soleil, mettant en valeur le panorama urbain spectaculaire ». Le 4 août 2011, le Sky établit le record peu enviable d'un seul point marqué lors d'un quart-temps (le dernier) lors de la rencontre perdue face au New York Liberty. L'événement a été marqué par la participation de plusieurs joueuses vedettes, dont Diana Taurasi, Temeka Johnson, Sue Bird et Ruth Riley.
La WNBA organise une draft d'expansion en novembre 2005 pour l’arrivée dans la ligue de la nouvelle franchise du Sky. Parmi les joueurs les plus remarquables, on compte Brooke Wyckoff du Sun du Connecticut, Bernadette Ngoyisa des Silver Stars de San Antonio, Elaine Powell des Shock de Detroit et Stacey Dales (qui avait pris sa retraite avant la saison 2005) des Mystics de Washington. Par la suite elle selectionne Candice Dupree en 6e position de la draft 2006.

### Saison 2012
Le 22 juillet 2011, le contrat d'Angie Bjorklund est rompu. Le 4 août 2011, le Sky établit le record peu enviable d'un seul point marqué lors d'un quart-temps (le dernier) lors de la rencontre perdue face au New York Liberty.

### Courses aux Playoff (2013-2016)
Le Sky se classe quatrième de la Conférence est avec un bilan de 15 victoires pour 19 défaites en saison régulière.

### Saison 2015
Le Sky remercie Victoria Macaulay (4 points et 4 rebonds, 4 rencontres) à la suite du retour d'Allie Quigley après le premier tour du championnat d'Europe qu'elle disputait avec l'équipe nationale de Hongrie.
Le 27 juillet 2015, quelques jours après le All-Star Game, le Lynx, le Sky et le Dream concluent un transfert qui envoie Sylvia Fowles qui était sous contrat avec le Sky mais n'y jouait plus (et le second tour de draft 2016 du Sky) dans le Minnesota, alors qu'Érika de Souza prend la direction de l'Illinois et que Damiris Dantas do Amaral et Reshanda Gray (plus le premier tour 2016 de draft du Lynx) quittent le Lynx pour rejoindre la Géorgie.

### Saison 2016
Après une saison conclue sur un bilan de 18 victoires et 16 défaites et une demi-finale, le propriétaire Michael Alter décide fin octobre 2016 de démettre Pokey Chatman de ses fonctions d'entraineuse et de manager général après six saisons avec un bilan global de 106 victoires pour 98 défaites.
Amber Stocks est engagée le 13 décembre 2016 comme entraîneuse et manageuse générale par le Sky, où elle remplace Pokey Chatman.
En juillet 2017, le Sky signe un contrat d'occupation de cinq ans (2018-2022) pour jouer dans la nouvelle salle de la Wintrust Arena, d'une capacité de 10 387 places.
Malgré une saison régulière moyenne (16 victoires - 16 défaites), le Sky renforcé par Candace Parker parvient à remporter son premier titre de champion en ne perdant que deux manches de play-offs et s'impose en finale 3 à 1 face au Mercury de Phoenix.

### Saison 2020
Le 30 août, Stephanie Mavunga est transférée au Sky contre Jantel Lavender et deux choix de la draft WNBA 2021 (un second et un troisième tours).
Amber Stocks est remerciée par la franchise à l'issue de la saison où le Sky n’affiche que 13 victoires et 21 défaites, ce qui ne le qualifie pas pour les play-offs.

### Saison 2021
Malgré une saison régulière moyenne (16 victoires - 16 défaites), le Sky parvient à remporter son premier titre de champion en ne perdant que deux manches de play-offs et s'impose en finale 3 à 1 face au Mercury de Phoenix,.

## Palmarès, bilan et récompenses

### Palmarès
| Championnat nationale                                                              | Autres titres                                                                  |
| - Women's National Basketball Association (1) - Champion : 2021 - Finaliste : 2014 | - Conférence Est (1) - Champion : 2014 - Commissioner's Cup - Finaliste : 2022 |

## Joueuses et personnalités

### Propriétaires
Michael J. Alter (2005–)
En 2005, il devient le principal propriétaire et président de l'équipe.

### Entraîneurs
| Nom                 | Début | Fin  | Saisons | Saison régulière | Saison régulière | Saison régulière | Saison régulière | Playoffs | Playoffs | Playoffs | Playoffs |
| Nom                 | Début | Fin  | Saisons | V                | D                | PCT              | M                | V        | D        | PCT      | M        |
| ------------------- | ----- | ---- | ------- | ---------------- | ---------------- | ---------------- | ---------------- | -------- | -------- | -------- | -------- |
| Dave Cowens         | 2005  | 2006 | 1       | 5                | 29               | .147             | 34               | -        | -        | -        | -        |
| Bo Overton          | 2006  | 2008 | 1       | 14               | 20               | .412             | 34               | -        | -        | -        | -        |
| Steven Key          | 2008  | 2010 | 3       | 42               | 60               | .412             | 102              | -        | -        | -        | -        |
| Pokey Chatman       | 2010  | 2016 | 6       | 106              | 98               | .520             | 204              | 7        | 12       | .368     | 19       |
| Amber Stocks        | 2016  | 2018 | 2       | 25               | 43               | .368             | 68               | -        | -        | -        | -        |
| James Wade          | 2018  | 2023 | 5       | 81               | 59               | .579             | 139              | 13       | 8        | .619     | 21       |
| Emre Vatansever     | 2023  | 2023 | 1       | 11               | 13               | .458             | 24               | 0        | 2        | .000     | 2        |
| Teresa Weatherspoon | 2023  | 2024 | 1       | 13               | 27               | .325             | 40               | -        | -        | -        | -        |
| Tyler Marsh         | 2024  | -    | 1       | -                | -                | -                | -                | -        | -        | -        | -        |

### Joueuses
- Nikki McCray-Penson (2006)
- Bernadette Ngoyisa (2006–2007)
- Jia Perkins (2006-2010)
- Candice Dupree (2006–2009)
- Elena Delle Donne (2013-2016)
- Cappie Pondexter (2015-2017)

## Identité du club

### Logotype

Évolution du logo
Logo de 2006 à 2018.
Logo depuis 2019.

### Mascot

#### Sky Guy
Sky Guy est un passionné de basket-ball et amateur d’aventure, a passé ces dernières années à parcourir le monde pour vivre sa passion. Originaire de Chicago, il est aujourd'hui de retour dans sa ville natale, où il soutient exclusivement l’équipe du Sky. Sky Guy était présent à tous les matchs à domicile ainsi qu'aux événements communautaires organisés tout au long de l'année.
Sky Guy a ainsi assisté à de nombreux moments marquants du sport, notamment le premier match de la WNBA en 1997 et le dunk historique de Lisa Leslie. Depuis, il a été présent lors de plusieurs matchs des étoiles et a suivi l'équipe féminine américaine lors de ses victoires olympiques à Athènes et à Sydney.

#### Skye la Lionne
Skye la Lionne est la mascotte du Sky. L'équipe a présenté Skye la Lionne le 26 août 2024. Elle a remplacé la mascotte précédente, « Sky Guy ». Le choix d'une lionne s'inspire des célèbres sculptures de lions ornant l'entrée principale de l'Art Institute of Chicago.
La mascotte a été conçue sous la direction de Tania Haladner, directrice marketing du Chicago Sky, et par le concepteur de mascottes Tom Sapp et l'équipe de Real Characters Inc, qui ont déjà créé d'autres mascottes pour des équipes telles que les Trail Blazers de Portland, l'Université de Floride et les Denver Nuggets. Son premier match a eu lieu le 28 août 2024 à la Wintrust Arena. La mascotte historique de l'équipe, Sky Guy, est restée en place jusqu'à la saison 2024 pour accompagner les débuts de Skye la Lionne.